# 에이트리
에이트리(atree)는 전자 사전, MP3 플레이어 등 멀티미디어 기기와 에듀테인먼트 게임을 제작하는 대한민국의 기업이다. 2012년 12월 1일부터 회사 사정으로 모든 서비스가 종료되었다.

## 제품

### U&DIC 시리즈
- 지상파 DMB 기능이 들어가 있는 제품은 제품명 끝에 B가 있다.
  - UD10(B)
  - UM10(B)
  - UD1
  - UD20(B)
  - UD20H
  - UD100(B)
  - UD-L20(B)
  - UD-S20(B)
  - UD200(B)
  - UD150: UD200의 컨텐츠와 사전 수를 줄인 마이너 버전

### U&Juke 시리즈
- UJ10(지상파 DMB 지원)
- J2(전자사전 지원)
- J100(영한,한영,국어,일한,한일,중한,한중 사전 지원 무인코딩재생가능)
- J9

### Cube 시리즈
- 2400Lx 밝기의 LED 스탠드 시리즈
  - Cube: 에이트리의 LED스탠드
  - Cube-Dock: LED스탠드에 스피커, 애플 제품 도킹 기능 추가
  - Cube-Dock Plus: Cube-Dock 제품에 SD카드 슬롯 지원, FM 라디오 지원 기능 등 추가, 1.77" lcd 탑재

### U&Play 시리즈
- 편지리믹스 - 에이트리 전자사전용 에듀테인먼트 게임
- 아이큐점프 시리즈 - 에이트리 터치 전자사전용 에듀테인먼트 게임

## 서비스 종료
에이트리는 회사 사정으로 2012년 12월 1일부터 관련된 모든 서비스/생산을 정식 종료하고 중단했다.
A/S 대행 업체는 두아이텍이다.

## 같이 보기
- 아이리버
- 민트패스